# A12 (Kazakistan)
La Strada nazionale A12 è una strada del Kazakistan.

## Percorso
La strada, situata nel nord del paese, inizia nella cittadina di Petropavlosk, dove si dirige verso nord per finire al confine russo. Sul percorso ci sono numerosi ponti e laghi, tanto da essere denominata comunemente "Autostrada dei Laghi". La strada A12 è alquanto in cattive condizioni a causa del traffico elevatissimo che vi transita ogni giorno, essendo una strada comunicante con un valico di frontiera internazionale.

## Storia
La strada, aperta nel 1978, ai tempi dell'URSS, era denominata R403.